# Кубок Испании по футболу 1912
Кубок Испании 1912 — 11-й розыгрыш Кубка Испании по футболу. Турнир прошел с 31 марта по 7 апреля 1912 года, победителем стал клуб Барселона

## Участники
Предварительно было заявлено 6 клубов:
- Реал Сосьедад Химнастик (Мадрид)
- Атлетик Бильбао
- Барселона
- Эспаньол
- Расинг де Ирун
- Академия Инфантерии

Клубы Атлетик Бильбао,  Академия Инфантерии  снялись перед началом турнира

## Полуфиналы
| Барселона                                  | 3–0 | Эспаньол |
| ------------------------------------------ | --- | -------- |
| Альфредо Массано · Хосе Родригес · Эстевес |     |          |

| Реал Сосьедад Химнастик (Мадрид) | 2:1 | Расинг де Ирун |
| -------------------------------- | --- | -------------- |
| ? · ?                            |     | ?              |

## Финал
| Барселона                        | 2–0 | Реал Сосьедад Химнастик (Мадрид) |
| -------------------------------- | --- | -------------------------------- |
| Альфредо Массано · Хосе Родригес |     |                                  |

| Победитель          |
| ------------------- |
| Барселона 2-й титул |